# Wazīrganj
Wazīrganj är en ort i Indien.   Den ligger i distriktet Budaun och delstaten Uttar Pradesh, i den norra delen av landet, 190 km öster om huvudstaden New Delhi. Wazīrganj ligger 178 meter över havet och antalet invånare är 19 372.
Terrängen runt Wazīrganj är mycket platt. Runt Wazīrganj är det tätbefolkat, med 762 invånare per kvadratkilometer. Närmaste större samhälle är Aonla, 12,7 km nordost om Wazīrganj. Trakten runt Wazīrganj består till största delen av jordbruksmark.